# 法渊寺
法渊寺是位于中国北京市东城区嵩祝院的一座藏传佛教格鲁派寺院。现已无存。
嵩祝寺东为法渊寺，西为智珠寺，形成了一组较大规模的佛教寺院群。

## 历史

### 沿革
法渊寺建于清朝雍正十二年（1734年），其前身是明朝兴建的番经厂。关于法渊寺的较早记载是乾隆三十七年正月的内务府奏销档，其中记载了“乾隆三十六年七月初六日”估修法渊寺的勘査活动：
査勘嵩祝、法渊、妙应等寺粘修工程，得嵩祝寺山门、殿宇、钟鼓楼、围房共计一百五十九间，……又法渊寺山门、殿宇、钟鼓楼、经堂柱糟朽沉陷、金枋劈裂处所甚多，似应行拆蓋。……臣査此二庙自雍正十二年修理以来，至今并未粘修，应请次第修理以昭虔诚。
以上第一段文字提及嵩祝寺、法渊寺此前仅在雍正十二年修缮过一次，査雍正十三年内务府奏销档可知，当时修葺并增建的为嵩祝寺、番经厂，可见番经厂确实是法渊寺的前身，其所在位置与《加事乾隆京城全图》和民国时期的《嵩祝、智珠、法渊三寺合图》中显示的一致。由此可推断，番经厂经雍正十二年的改扩建以后更名为“法渊寺”，故法渊寺的始建年代可确定为雍正十二年。
日本学者佐藤长在《明代西藏八大教王考》（1962年）中称，明朝崇德九年（1434年）宗喀巴弟子、大慈法王释迦也失应明朝邀请赴内地，驻法渊寺。由此，开始有法渊寺建于明朝之说。实际上，佐藤长是将藏文“ha yan si”（“花园寺”或“华严寺”的对音，即五台山的大显通寺）误为法渊寺。明朝时，法渊寺尚不存在。

### 寺址

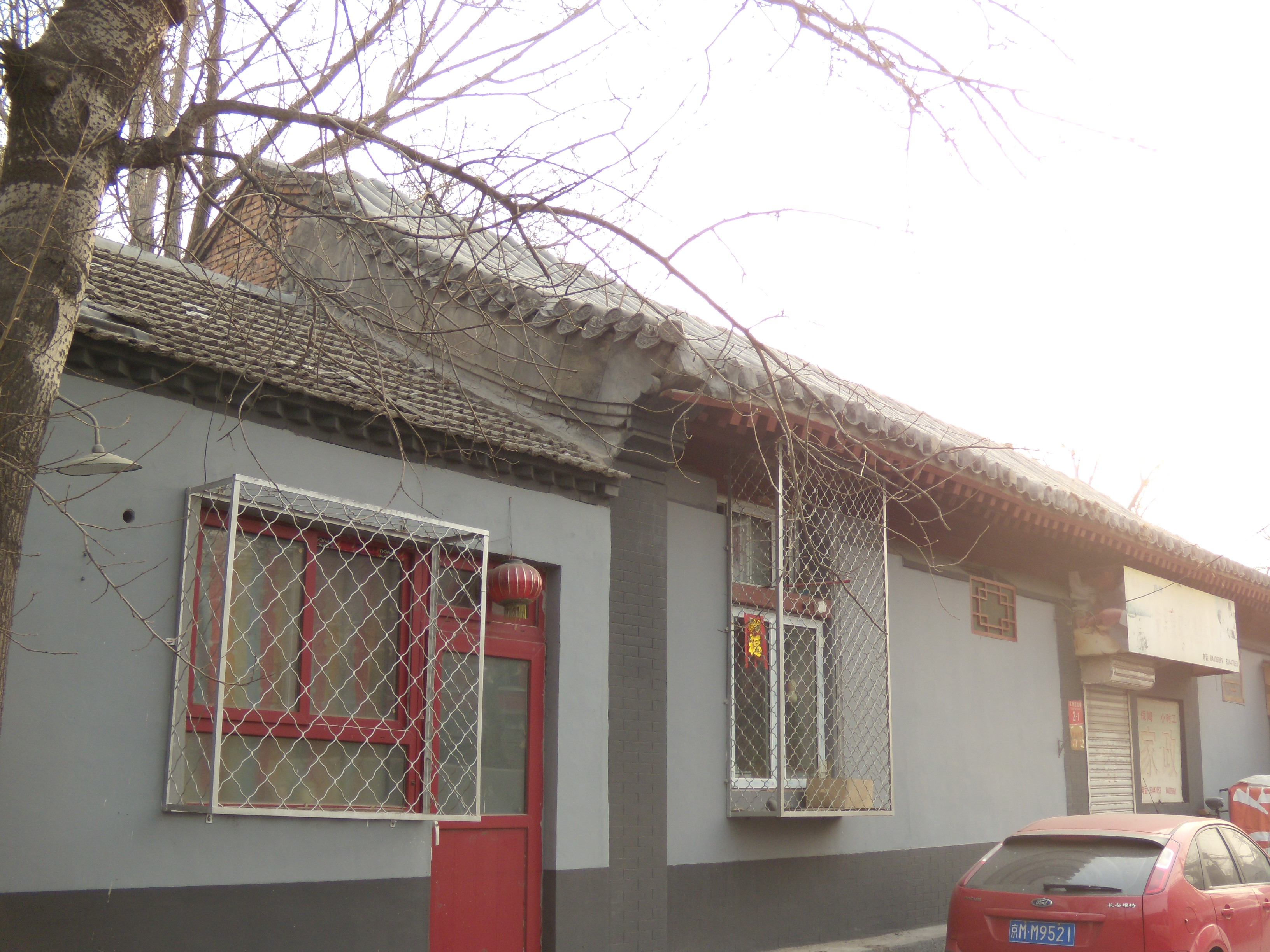
位于嵩祝院北巷东口以南的建筑，其位置是原番经厂最北侧院落的正房。此处比智珠寺、嵩祝寺、法渊寺的北侧院墙更靠北。

雍正十三年的内务府奏销档中记载了雍正十二年嵩祝寺及番经厂的勘测及修缮情况：“闻事雍正十二年三月，将张家胡土克图所在嵩祝寺内应行修理之处査看得：正殿、配殿等房脊兽、山墙、檐墙具开裂倒坏。再将番经厂与嵩祝寺合一修造之处，令看风水主事洪文澜看视，据称嵩祝寺地势高，番经厂地势窪，二庙合一修造不宜，仍照旧式修理作两所旁开便门，行走相宜。将番经厂前汉经厂之地裁取一段，与嵩祝寺前墙取齐，两庙中间街道砌墙，前后开大门两座。番经厂内无天王殿，亦照嵩祝寺式样添造天王殿。其胡土克图仍在嵩祝寺居住甚好等语。为此谨将二庙图样呈览恭候。”由此可见，雍正十二年，嵩祝寺曾和番经厂、汉经厂东、西并置，其位置的相对关系一如《明清北京城复原图》中“清乾隆北京城图”所示。
在上述雍正十三年的内务府奏销档中未见有关法渊寺的记载，根据后来法渊寺和嵩祝寺的位置的相对关系，法渊寺应位于番经厂的旧址。由此可知，真正建在番经厂、汉经厂旧址之上的仅有法渊寺，而且是建在番经厂旧址之上。
清朝书籍多将嵩祝寺、法渊寺、智珠寺称作建于番经厂、汉经厂旧址之上，实不确。比如《日下旧闻考》卷二十九记载：“法渊寺在嵩祝寺东，智珠寺在嵩祝寺西”，“明番经厂、汉经厂今为嵩祝、法渊三寺”。《京师坊巷志稿》卷三记载：“嵩祝寺东有法渊寺，西有智珠寺。又东为三厂遗址；明置番、汉经厂，道经厂于此”。《宸恒识略》载，“嵩祝寺在三眼井之东，有御书额，为章嘉呼图克图焚修之所。法渊寺在嵩祝寺东，有铜鼎一，高六尺有咫，有御制碑文。智珠寺在嵩祝寺西，有御书书额。考按：嵩祝寺东廊下有铜钟一，铸‘番经厂’字；西廊下有铜云板一，铸‘汉经厂’字；法渊寺有明张居正撰《番经厂碑》。据此，则三寺为明番、汉经厂。”实际上，嵩祝寺、法渊寺、智珠寺中，仅有法渊寺是由番经厂更名而来，其余两寺均未建于番经厂、汉经厂旧址上。

### 增建

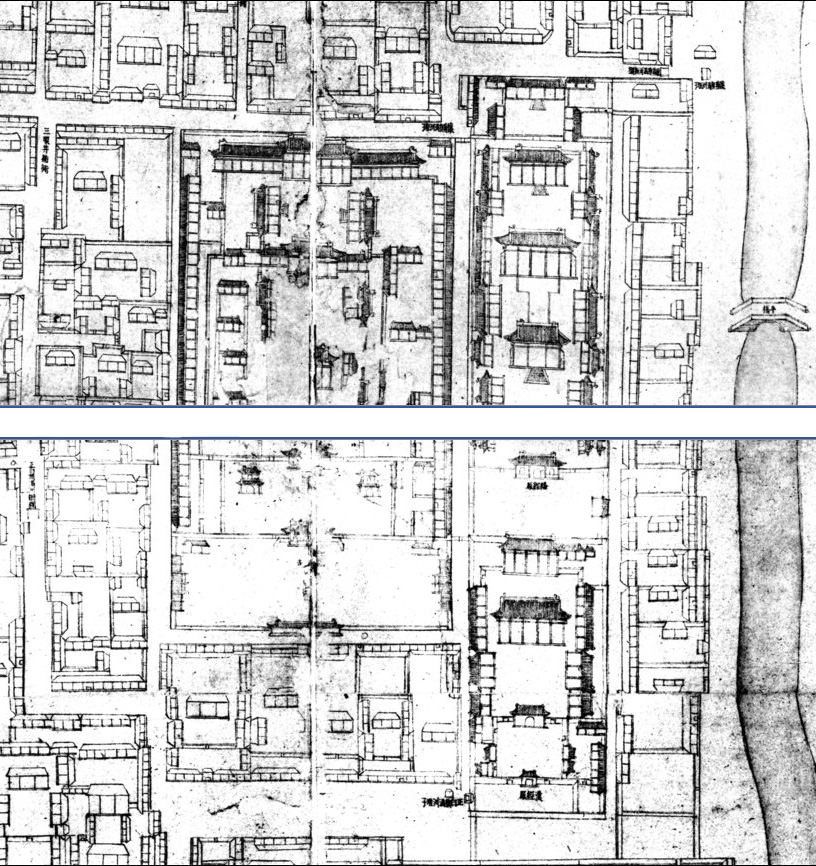
《乾隆京城全图》中的嵩祝寺、番经厂、汉经厂。图中部的大型建筑群为嵩祝寺。嵩祝寺的东边为番经厂。番经厂南侧为汉经厂。

从文献中可见，在雍正十二年对嵩祝寺、番经厂的修葺中，还加建了一批建筑物。嵩祝寺加建了山门、影壁及厢房、僧房、看守房等多间。“臣等派委员外郎吉葆等监修，得嵩祝寺、番经厂共殿宇房屋三百十八间，此内嵩祝寺添盖山门三间，八字看墙二道，影壁一道，栅栏四十五丈，嘛呢杆四座，看守房屋六间，楼前厢房十间，僧房十二间，马圈房二十一间。”同时，番经厂则加建天王殿及北侧住房三十七间。“将番经厂前汉经厂之地裁取一段与嵩祝寺前墙取齐，两庙中间街道砌墙，前后开大门两座。番经厂内无天王殿，亦照嵩祝寺式样添造天主殿。移咨前来随添盖嘎尔丹西勒图胡土克图住房一所共三十七间，内正房五间，厢房六间，露顶二间，耳房四间，门房九间……小房三间，马圈房八间……”

### 破坏
1950年代，嵩祝寺及智珠寺、法渊寺停止宗教活动。法渊寺南部先后被弹棉花厂、窗纱厂占据作为厂房。1950年代末，嵩祝寺被北京市盲人橡胶厂占用为厂房。1970年代，无线电九厂、无线电十一厂合并，自崇文门外迁至嵩祝寺，将北京市盲人橡胶厂替换走，成立了北京东风电视机厂，该电视机厂将嵩祝寺的天王殿、钟鼓楼，法渊寺的全部建筑拆除，嵩祝寺的天王殿、钟鼓楼原址建成了生产车间，法渊寺原址建成了组装车间。
法渊寺原址上的北京东风电视机厂组装车间早已拆除，如今已成为中国进出口银行北京分行大楼的所在地。

## 建筑

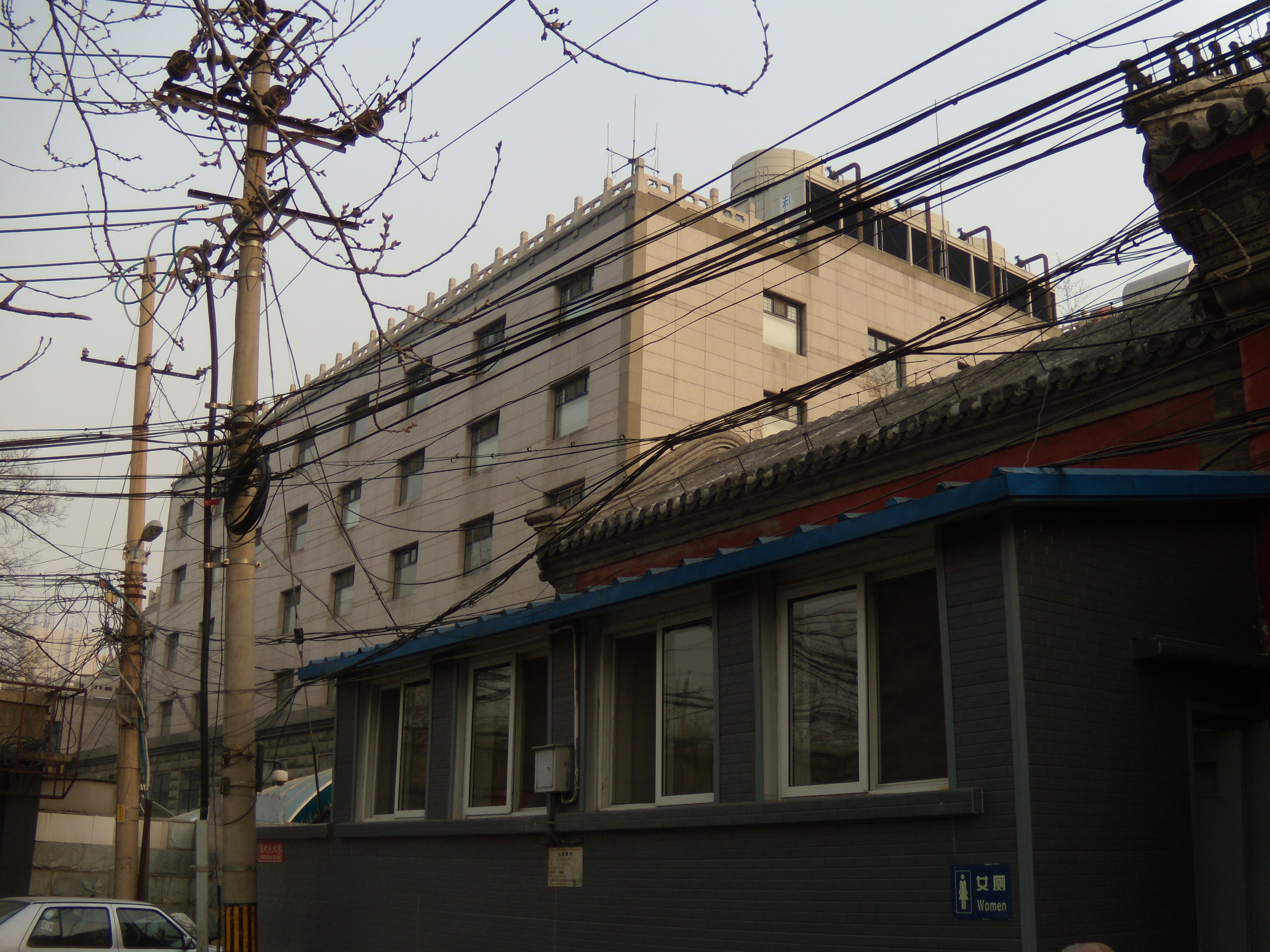
从嵩祝院北巷的拐弯处眺望如今建在法渊寺旧址上的中国进出口银行北京分行大楼。照片中右侧的古建筑即嵩祝寺。

法渊寺位于嵩祝寺以东，坐北朝南。自南向北的主要殿宇有：
- 影壁：位于山门殿以南
- 山门殿
- 天王殿：位于山门殿以北
  - 钟楼、鼓楼：位于天王殿前东西两侧
- 无量殿：位于天王殿以北
- 大雄宝殿：位于无量殿以北
- 后殿：位于大雄宝殿以北[3]

清朝乾隆四十九年（1784年）对法渊寺进行了一次大修，并置碑以记。该碑碑文为乾隆帝御制，记录了五世达赖及班禅受到礼遇的经过。该碑原在法渊寺内，现存北京石刻艺术博物馆。